# Falsistrellus mordax
Falsistrellus mordax — вид кажанів родини лиликових (Vespertilionidae).

## Поширення
Ендемік Індонезії. Відомий лише з острова Ява. Помилково був включений у фауну Китаю. Мешкає у тропічних лісах.

## Опис
Невеликий кажан. Довжина голови та тіла від 47 до 56 мм, довжина передпліччя від 40 до 42 мм, довжина хвоста від 37 до 42 мм, довжина стопи від 6 до 9 мм і довжина вух від 14 до 16 мм. Спинна частина має руде забарвлення, а черевна — коричнево-чорна. Кінчики волосся світліші, надаючи хутру сірого забарвлення. Вуха довгі, вузькі і добре відокремлені одне від одного. Мембрани крила прикріплені ззаду до основи пальців ніг. Хвіст довгий і виходить за межі літальної перетинки.